# Karin Andersson
Karin Andersson es una deportista sueca que compitió en vela en la clase Europe. Ganó tres medallas en el Campeonato Mundial de Europe entre los años 1984 y 1991.

## Palmarés internacional
| Campeonato Mundial | Campeonato Mundial | Campeonato Mundial | Campeonato Mundial |
| Año                | Lugar              | Medalla            | Clase              |
| ------------------ | ------------------ | ------------------ | ------------------ |
| 1984               | Kiel (RFA)         | Medalla de oro     | Europe             |
| 1985               | Tønsberg (Noruega) | Medalla de oro     | Europe             |
| 1991               | Búzios (Brasil)    | Medalla de plata   | Europe             |